# Combate de Vallenar
El Combate de Vallenar  ocurrió el 7 de julio de 1891 durante la guerra civil chilena entre las fuerzas del Presidente José Manuel Balmaceda y los revolucionarios congresistas.
El 27 de junio de 1891, una columna de 168 hombres del regimiento de caballería Coquimbo, al mando del teniente coronel gobiernista Samuel Villalobos, ocupó Vallenar sin oposición. Tres días más tarde, fue recuperada por los congresistas comandados por el jefe del escuadrón ganaderos, comandante Rodolfo Ovalle.
El 7 de julio, el teniente coronel Agustín Almarza atacó a las fuerzas apostadas en la ciudad, pues suponía que estaban desprevenidas. Pero no ocurrió así, ya que al tratar de ingresar al puente que da al pueblo, fue repelido por los congresistas.
La guarnición congresista que se encontraba en Vallenar, se retiró a juntarse con tropas que venían en su auxilio. Almarza no realizó la persecución de esas tropas, pues lo hubiera expuesto a enfrentar a fuerzas de refresco cuádruples de las suyas.  